# Karl August Redlich
Karl August Redlich (3. Oktober 1869 in Brünn – 10. November 1942 in Prag) war ein österreichischer Montanist und Hochschullehrer. Er war mehrfach Dekan und von 1915 bis 1917 Rektor der Deutschen Technischen Hochschule in Prag. 

## Leben und Werk
Redlich war der zweite Sohn von Friedrich Redlich, eines Fabrikanten, und dessen Ehefrau Rosa. Er hatte zwei Brüder, Sigmund und Heinrich, und mindestens zwei Schwestern. Aufgrund seiner jährlichen Gewinnbeteiligung aus dem Familienunternehmen war er finanziell von Anfang an unabhängig. Er absolvierte den Militärdienst und rüstete als Leutnant ab. Er studierte an den Universitäten in Wien und Tübingen Geologie, Paläontologie und Chemie. Bereits während seiner Studienzeit hielt er Vorträge, beispielsweise im Oktober 1893 in Brünn über Tiefseeforschung. Im Studienjahr 1894/95 war er in Wien Universitätsassistent bei den Professoren Becke, Suess und Tschermak. Er promovierte 1895 ebenda.
Danach forschte und lehrte er achtzehn Jahre lang an der Montanlehranstalt (ab 1904 Montanistische Hochschule) in Leoben, zuerst als Assistent am Mineralogisch-geologischen Institut bei Hans Höfer von Heimhalt, ab 1897 als Adjunkt mit Vorlesungsverpflichtung, ab 1898 als Privatdozent, ab 1904 als außerordentlicher Professor und ab 1911 als ordentlicher Professor der Geologie, Paläontologie und Lagerstättenlehre. Er galt, laut ÖBL, „als einer der großen Montanisten aus der Pionierzeit des Geolog. Inst. an der Leobner Hochschule“. Forschungsarbeit und Lehrtätigkeit wiesen ihn als besonders vielseitigen und praxisnahen Geologen aus. Einer seiner Schwerpunkt war die Lagerstättenlehre. Er erkannte die alpinen Magnesitlager als Verdrängungslagerstätten und erforschte die geologische Struktur der Eisenerzer Alpen, insbesondere des Erzbergs. Er befasste sich aber auch mit paläontologischen Fragen, beispielsweise den Wirbeltierresten des Tertiär, den Kreidefossilien oder der kambrischen Fauna.
1913 folgte einem Ruf der Deutschen Technischen Hochschule in Prag, als ordentlicher Professor der Mineralogie und Geologie. Bereits zwei Jahre später wurde er zum Rektor der Hochschule gewählt und bekleidete diese Funktion zwei Studienjahre lang. Er war auch mehrmals Dekan. Er publizierte mehr als siebzig wissenschaftliche Arbeiten. 1915 heiratete er die deutlich jüngere Marianne Donheimer-Herlth (1892–1968). Seine Frau war keine Jüdin Die Ehe blieb kinderlos. Im Ersten Weltkrieg musste er aufgrund seiner Führungsfunktion an der Hochschule nicht an die Front. 1939 wurde er zwangsweise emeritiert, da die NS-Machthaber unmittelbar nach dem Überfall auf die sogenannte Rest-Tschechei alle Professoren jüdischer Herkunft entließen und – mit einer Ausnahme – alle Universitäten in Tschechien schlossen. 
Es folgten Zeiten der Entbehrung. Sowohl die Abfertigung und die Pensionsansprüche als auch die Tantiemen der Firma mussten auf ein Sperrkonto überwiesen werden.
Kurz vor einem Verhör bei der Gestapo und seiner mutmaßlichen Deportation nahm er sich im November 1942 das Leben.

## Schriften
Redlich publizierte mehr als 70 Arbeiten.

### Buchpublikationen
- Die Kiesbergbaue der Flatschach und des Feistritzgrabens bei Knittelfeld, Leoben: Nüssler 1902
- Die Walchen bei Öblarn, Leoben: Nüssler 1903
- Die Mineralien im Dienste der Menschheit, 1. Die Kohle, Prag: Lotos 1915
- Der Steirische Erzberg, Bergbaue Stmk. 9, 1916
- Die Erzvorkommen der Umgebung von Neuberg bis Gollrad,  Bergbaue Stmk. 10, gemeinsam mit W. Stanczak, Wien: Deuticke, 1923
- Der Erzzug Vordernberg–Johnsbachtal, Bergbaue Stmk. 11, 1923
- Die Mineralien im Dienste der Menschheit, 3. Das Eisen, Prag: Deutscher Verein zur Verbreitung gemeinnütziger Kenntnisse 1925
- Die Geologie der innerösterreichischen Eisenerzlagerstätten, 1931
- Die Geologie der innerösterreichischen Eisenerzlagerstätten, Wien: J. Springer, 1931

### Herausgeber
- (Hg., gemeinsam mit Karl von Terzaghi und Robert Kampe): Ingenieurgeologie, Wien: Springer 1929
- (Hg., gemeinsam mit Josef Cornelius Breinl und Hans Tropsch): Entstehung, Veredlung und Verwertung der Kohle, Berlin: Gebrüder Borntraeger 1930

### Beiträge (Auswahl)
- Der Metamorphismus der obersteir. Graphitlagerstätten, in: Oesterreichische Zeitschrift für Berg- und Hüttenwesen 49, 1901
- Das Schürfen auf Erze von ostalpinem Charakter, in: Bericht über den allgemeinen Bergmannstag in Wien 16. bis 19. September 1912, Hrsg. vom Komitee des Allgemeinen Bergmannstages in Wien 1913
- Die Genesis der kristallinen Magnesite und Siderite, in: Zeitschrift für praktische Geologie 21, 1913
- Die Typen der Magnesitlagerstätten, ebenda, 21, 1913
- Über einige wenig bekannte kristalline Magnesitlagerstätten Österr., in: Jahrbuch der Geologischen Bundesanstalt 85, 1935

## Biographische Angaben
- Susanne Schober-Bendixen: Die Tuch-Redlichs, Geschichte einer jüdischen Fabrikantenfamilie, Signum Verlag 2018

| Personendaten    | Personendaten                                  |
| ---------------- | ---------------------------------------------- |
| NAME             | Redlich, Karl August                           |
| KURZBESCHREIBUNG | österreichischer Montanist und Hochschullehrer |
| GEBURTSDATUM     | 3. Oktober 1869                                |
| GEBURTSORT       | Brünn                                          |
| STERBEDATUM      | 10. November 1942                              |
| STERBEORT        | Prag                                           |